# Jan Adolf Banzemer
Jan Adolf Banzemer (także: Bansemer, ur. 11 marca 1841 w Warszawie, zm. 31 sierpnia 1896) – doktor filozofii, powstaniec styczniowy, publicysta ekonomiczny.

## Życiorys
Urodził się 11 marca 1841 w Warszawie w rodzinie Piotra Jerzego i jego żony Klementyny Praksedy Herminy z d. Kurtz jako ich najstarszy syn. Miał dwóch braci – Henryka i Stanisława oraz cztery siostry – Helenę, Emilię, Klementynę Zofię i Paulinę Wandę. Uczęszczał do warszawskiego gimnazjum realnego, które ukończył w 1858 na oddziale chemicznym. Odbył studia przyrodnicze i ekonomiczne na berlińskim uniwersytecie oraz uzyskał tytuł doktora filozofii na uniwersytecie w Jenie.
Po powrocie do Warszawy podjął pracę u Tadeusza Lubomirskiego jako jego sekretarz. Brał udział w powstaniu styczniowym jako sekretarz Agencji Dyplomatycznej oraz sekretarz Komisji Długu Narodowego w Paryżu.
Po upadku powstania dopiero w 1872 udało mu się powrócić do Warszawy. Publikował artykuły ekonomiczne w pismach: „Ekonomista”, „Niwa”, „Wiek”, „Echo”, „Gazeta Warszawska”, „Słowo” oraz Wielkiej Encyklopedii Powszechnej Ilustrowanej.
Opublikował Obraz produkcji Galicji w zarysie w 1871, Instytucje przezorności w Królestwie Polskim w 1878 i Obraz przemysłu w kraju naszym w 1886. Położył duże zasługi jako prezes Towarzystwa Jedwabniczego.
Żonaty z Adelą Le Brun herbu Zgoda, miał córkę Wandę. Zmarł 31 sierpnia 1896 i pochowany został na cmentarzu powązkowskim w Warszawie.